# 住栄作
住 栄作（住 榮作、すみ えいさく、1920年5月20日 - 1986年12月20日）は、日本の内務官僚、海軍軍人（海軍主計大尉）、政治家（衆議院議員）。
法務大臣・建設政務次官・労働省職業安定局長などの要職を歴任し、富山職業訓練短期大学校・富山医科薬科大学の開設を推進した。自由民主党所属。住博司は実子。富山県魚津市出身。位階勲等は従三位勲一等瑞宝章。

## 来歴・人物
富山県の農家に生まれた。9人兄弟であったという。旧制魚津中学校から旧制富山高校に進学。魚津中在学中は陸上競技部に所属し5000mで活躍し、富山高校在学中は剣道部で活躍した。1940年、東京帝国大学法学部に入学。在学中に高等文官試験合格。1943年卒業。海軍経理学校に入校（海軍主計科短期現役第10期）する。1944年、海軍経理学校を卒業。海軍主計大尉として南洋諸島を転戦。レイテ島で終戦を迎える。
復員後の1946年、内務省入省。富山県に出向し経済部農務課長に就任。1947年、労働省新設に伴い移籍。1972年、富山1区から衆議院議員選挙に立候補し、トップ当選（当選同期に小泉純一郎・加藤紘一・山崎拓・石原慎太郎・村岡兼造・保岡興治・瓦力・三塚博・越智通雄・野田毅・深谷隆司など）。以後6回連続当選。1983年の総選挙以外はすべてトップ当選であった。
1978年、第1次大平内閣で総理府総務副長官に就任。1980年、建設政務次官に就任。1981年、小川新一郎の紹介により、利根川河川敷と、埼玉県羽生市の牧草地をラジコン専用飛行場として認可。1983年、第2次中曽根内閣で法務大臣に就任。ロッキード事件以降、法務大臣は前任の秦野章を始めとして田中角栄に近い者が就任することが多かったが、住は田中とは関係が深くなく、法務大臣就任の際にはロッキード事件に関して、「大変、残念であってはならないこと」と述べた。1984年、自由民主党本部放火襲撃事件の際、酔っ払った状態で現場に姿を現し、浜田幸一に対し「マッチポンプみたいな真似しやがって」と述べ、浜田に殴打されるという事件があった（後に自身の発言を謝罪した）。1986年、特派大使としてコロンビア大統領就任式に参列。
1986年12月20日、敗血症のため、国立病院医療センターで死去した。66歳没。死没日付をもって従三位に叙され勲一等瑞宝章が追贈された。追悼演説は1987年1月29日、第108回衆議院本会議で安田修三により行われた。
剣道五段、空手二段、囲碁四段。

## 主な役職
- 中央労働委員会事務局長
- 衆議院社会労働委員会理事
- 衆議院建設委員理事
- 衆議院予算委員会理事
- 自由民主党全国組織局長
- 自由民主党国民生活局長
- 自由民主党政調社会部会長
- 自由民主党総務局長
- 自由民主党経理局長